# Microgaster taishana
Microgaster taishana är en stekelart som beskrevs av Xu, He och Chen 1998. Microgaster taishana ingår i släktet Microgaster och familjen bracksteklar. Inga underarter finns listade i Catalogue of Life.